# Sutton-under-Brailes
Sutton-under-Brailes is een civil parish in het bestuurlijke gebied Stratford-on-Avon, in het Engelse graafschap Warwickshire. In 2001 telde het dorp 89 inwoners. Sutton-under-Brailes komt in het Domesday Book (1086) voor als 'Sudtune'.